# Tiroler Ortsnamen
Tiroler Ortsnamen zeichnen sich durch eine besonders hohe Dichte von vorrömischen geografischen Namen aus, und diese wiederum können aus unterschiedlichen Namensschichten stammen. So lassen sich im heutigen österreichischen Bundesland Tirol und in den italienischen Provinzen Südtirol und Trentino mindestens zwei vorrömisch-nichtindogermanische und mehrere vorrömisch-indogermanische Schichten ausmachen. Das Gros der modernen Ortsnamen entstammt dem Romanischen und dem Germanischen, im Osten der Region finden sich aber auch slawische Toponyme.

## Forschungsgeschichte
Die Tiroler Ortsnamen dienen seit der Frühzeit der Germanistik um 1800 als Objekte wissenschaftlicher Forschung. Bereits im 18. Jahrhundert gab es vereinzelte Bestrebungen, gewisse Tiroler Ortsnamen mit antiken Sprachen in Verbindung zu bringen. Anton Roschmann argumentierte schon 1744, dass der Name Veldidena (heute Wilten) das keltische Enios (Wasser) in sich berge oder, dass sich „per vallem praecipue Venustam“ (‚besonders im Vinschgau‘) rätische Ortsnamen finden ließen.
Ludwig Steub gilt als Pionier der Tiroler Ortsnamenforschung. Er verbrachte den Sommer 1842 in Tirol und war von „jene[n] seltsamen, schön und wunderlich klingenden Namen“ angezogen. Dies veranlasste ihn im Jahr 1843 das Schriftwerk Ueber die Urbewohner Rätiens und ihren Zusammenhang mit den Etruskern zu veröffentlichen, in dem er rätische Ortsnamen Tirols als Hinweis für die Verwandtschaft des Rätischen mit dem Etruskischen anführte. Das Buch gilt als erste systematische Sammlung und Erklärung von Tiroler Ortsnamen. Im 19. Jahrhundert sind die Arbeiten auf das Erschließen der rätischen und rätoromanischen Sprache fokussiert, wie z. Bsp. mit Christian Schnellers Beiträge zur Ortsnamenkunde Tirols von 1893 ersichtlich ist.
Im 20. Jahrhundert taten sich insbesondere Karl Finsterwalder und Carlo Battisti durch zahllose Aufsätze zur Orts- und Flurnamenforschung in Tirol hervor. Finsterwalder, der während der NS-Zeit auch für das SS-Ahnenerbe tätig war, verfolgte einen ganzheitlichen Ansatz und operierte dabei als erster auch mit mehr oder weniger überzeugenden Rekonstruktionen aus Protosprachen. Sein Lehrstuhl an der Universität Innsbruck brachte ihm internationale Bekanntheit und eine Reihe an Engagements, etwa für öffentliche Ämter der Autonomen Provinz Bozen – Südtirol. Battisti hingegen, der lange Jahre mit dem Faschisten Ettore Tolomei zusammengearbeitet hatte, forschte vornehmlich zur Romanität des Gebiets.
Wichtige Beiträge ab der zweiten Hälfte des 20. Jahrhunderts kamen von Peter Anreiter, Cristian Kollmann, Johannes Kramer, Egon Kühebacher, Carlo Alberto Mastrelli, Giulia Mastrelli Anzilotti, Johannes Ortner, Giovan Battista Pellegrini und Diether Schürr.

## Mediterrane Restsprache(n)
Die älteste Namenschicht ist sicher nichtindogermanisch. Sie zeigt Affinitäten mit Substratsprachen des Mittelmeerraumes, zum einen im Süden und Südosten, zum anderen im Norden um Ligurien.
Im Gebiet des heutigen Südtirol gibt es beispielsweise die Ortsnamen Schlanders (Gemeinde im Vinschgau) und Villanders (Gemeinde im Eisacktal). Das Suffix -ander erinnert an Namen wie Salandra, einen Ort in der Basilicata in Süditalien, und Maiandros, den Namen für einen krümmungsreichen Fluss in Phrygien (woher das Lehnwort Mäander stammt). Auch ein Suffix -ik-s, so wie es nicht nur im lateinischen Wort larix ‘Lärche’, sondern auch im Namen Etsch (< *Atiks) zugrunde liegt, stammt mit hoher Wahrscheinlichkeit aus einer mediterranen Restsprache. Schließlich seien die Suffixe -ask-, -usk- genannt, so z. B. in den Namen Leutasch (Gemeinde auf dem Seefelder Plateau) und Malosco (Gemeinde am Nonsberg). Die Suffixe -ask-, -usk- wurden ins Romanische entlehnt und konnten dort noch produktiv sein.

## Rätisch
Das Rätische bildet eine zweite nichtindogermanische Sprachschicht. Beim Rätischen handelt es sich nach der Erkenntnis von Helmut Rix um eine Schwestersprache des Etruskischen, also jener Sprache, deren Kerngebiet Etrurien (in etwa die heutige Toskana) war. Das Rätische als Sprache der Fritzens-Sanzeno-Kultur ist die erste Sprache im Alpenraum, die Inschriften hinterlassen hat. Es handelt sich um ca. 100 so genannte rätische Inschriften, die in einem Runenalphabet auf Eisen, Knochen, Ton, Keramik und sonstigen verzierten Kunstgegenständen eingeritzt wurden.
Ein typisches lautliches Charakteristikum des Rätischen ist z. B. das Fehlen des Vokals /o/. Über das Rätische ist nur sehr wenig bekannt. Dank der ca. 100 überlieferten rätischen Inschriften weiß man aber, dass es im Rätischen üblich war, mittels des Suffixes -na Ableitungen von Personennamen zu bilden. Auf kunstvoll gefertigten Gegenständen, die vermutlich kultischen Charakter hatten, wurden oft der Name und die familiäre Herkunft des Weihenden und der Name der Gottheit eingeritzt, dem der Gegenstand geweiht war. Das Suffix -na bedeutete wahrscheinlich ‘Sohn, Tochter’ oder ‘Gegenstand eines Soundso’ und drückte somit Zugehörigkeit aus.
Dasselbe rätische Zugehörigkeitssuffix könnte nach Cristian Kollmann auch in zahlreichen Ortsnamen des Tiroler Raumes vorliegen, und in diesen Fällen würde -na aber nicht ‘Sohn oder Tochter eines X’, sondern vielmehr ‘Gebiet eines X’ bedeuten. Ein Beispiel für einen womöglich rätischen Ortsnamen ist: Brixen (Gemeinde im Eisacktal) < rät. *Príkse-na ‘Gebiet eines *Prikse’.

## Keltisch
Das Keltische ist eine im Tiroler Raum fassbare indogermanische Sprachschicht. Gesicherte Beispiele sind etwa Terfens, im 11. Jh. Tervanes, zu heute noch walisisch derw ‚Eiche‘ mit Kollektivsuffix -an- oder Axams, im 10. Jh. Ouxumenes, zu urkeltisch *Uksisama ‚das Höchste‘ oder auch Inn, im 2. Jh. Aenus, zu urkeltisch Enios ‚Wasser‘. In der älteren Forschung wurde dem Keltischen im Alpenraum eine große Bedeutung beigemessen (vgl. Lepontische Sprache, Norische Sprache, Berner Zinktafel). Allerdings scheint man in letzter Zeit von der Meinung, dass das Keltische vor der Römerzeit im Tiroler Raum relativ dominant war, immer mehr abzukommen. Nicht nur aufgrund von archäologischen Erkenntnissen, auch angesichts des namenkundlichen Befundes scheint sich immer mehr abzuzeichnen, dass viele der vermeintlich keltischen Namen in Wirklichkeit einer anderen indogermanischen Namenschicht zuzuordnen sind.

## Nicht näher bekannte indogermanische Sprache(n)
Neben dem Keltischen wird für den Tiroler Raum die Existenz mindestens einer, meist aber mindestens zweier vorrömisch-indogermanischer Sprachen vermutet. Diese Sprachschicht, in den ersten Jahrzehnten des 20. Jahrhunderts mit dem Begriff „Veneto-Illyrisch“ bezeichnet, gilt den meisten Forschern als nur mehr in Ortsnamen überliefert. Als wichtigstes Unterscheidungsmerkmal zu den anderen greifbaren indogermanischen Sprachen im Ostalpenraum wurde die Vertretung der grundsprachlichen Media aspirata *bh als stimmloser Frikativ (im „Venetischen“) oder als stimmhafter Verschlusslaut b (im „Illyrischen“) identifiziert.
Die Idee des Veneto-Illyrischen zieht sich durch Karl Finsterwalders akademische Publikationen. Eine deutliche Abkehr setzte erst sein Schüler Hermann Maria Ölberg durch, indem er in Abgrenzung zum auf dem Balkan bezeugten Illyrischen für Nordtiroler Namengut die Bezeichnung „Breonisch“ wählte. Dabei berief er sich auf das im Wipptal in antiken Quellen bezeugte Volk der Breonen. Außerdem sei das latinisierte Ethnonym Breuni ein schönes Beispiel dafür, dass hier die grundsprachliche Media aspirata *bh als b vertreten ist. Das im Tiroler Raum zunächst als „Venetisch“ ausgewiesene Namengut nannte Ölberg in Differenzierung zum hauptsächlich an der nördlichen Adria belegten Venetischen „f-Schicht“, da er als ein Merkmal dieser Schicht die Vertretung der grundsprachlichen Media aspirata *bh als *f sah. Im Jahre 1997 führte Peter Anreiter den Terminus „Ostalpenblock“ ein. Diesem „Ostalpenblock“ wies Anreiter die Einzelsprachen Breonisch, Genaunisch, Fokunatisch für Nordtirol und Venostisch, Isarkisch, Saevatisch für Südtirol zu. Cristian Kollmann prägte den Begriff „Ostalpenindogermanisch“, den er weiters in die Einzelsprachen „Ostalpenindogermanisch A“ („Venetisch“) und „Ostalpenindogermanisch B“ („Illyrisch“) unterteilte. Auch Diether Schürr, den Theoriebildungen der anderen Ortsnamenforscher sonst eher ablehnend gegenüberstehend, identifizierte neben dem Keltischen zwei weitere vorrömisch-indogermanische Sprachen im südlichen Ostalpenraum: das Venetische sowie eine allein in Ortsnamen und Inschriften (speziell der Valcamonica) überlieferte indogermanische Sprache, für die er die Bezeichnung „Euganeisch“ (nach den Euganeern) vorschlug.
Schürr kommt weiters zu dem Schluss, dass die Veneter auch im heutigen Nordtirol gesiedelt haben mussten: „Es ergibt sich also, dass von Innsbruck innabwärts eine Reihe von Ortsnamen an venetisches Namensgut anzuschließen scheinen: Innerhalb einer Autobahnstunde kann man Tulfes, Fritzens, Vomp, Voldöpp und am Ausgang des Inntals Madron [...] an sich vorbeiziehen lassen.“

## Sprachlandschaft in Tirol vor der Ankunft der Römer
Die Ankunft der Römer im Alpenraum wird offiziell mit 15 vor Christus datiert, also jenem Jahr, in dem Drusus und Tiberius, die Stiefsöhne des Kaisers Augustus, den Alpenraum eroberten und die vorrömischen Stämme besiegten (so dokumentiert auf der Stele von La Turbie bei Monaco). In Wirklichkeit werden sich aber schon Jahrzehnte zuvor einzelne romanische Siedler in den Alpenraum begeben und dort neben fremden Stämmen gelebt haben. Mit den vorrömischen Siedlern wird es auch mit der offiziellen Eroberung des Alpenraums sicher nicht mit einem Schlag vorbei gewesen sein. Die Annahme, dass die Sprachen der Nicht-Romanen, also der vorrömischen Stämme, erst allmählich – sicher erst nach einigen Generationen – in der Sprache der Römer, dem Lateinischen oder Romanischen aufgingen, ist geradezu zwingend: Nur durch den intensiven und länger währenden Sprachkontakt zwischen den Völkern ist es zu erklären, dass gerade im Tiroler Raum viele vorrömische Namen tradiert sind. Die von den unterschiedlichen Stämmen geprägten geografischen Namen wurden von Generation zu Generation und von Sprachschicht zu Sprachschicht auf mündlichem Weg weitergereicht. Auch die Annahme, dass zu bestimmten Zeiten von babylonischen Zuständen zu sprechen ist, dürfte nicht übertrieben sein. Solche Zustände herrschten sicher auch in den ersten Jahrhunderten vor Christus und in den ersten Jahrzehnten, wenn nicht Jahrhunderten nach Christus: In einem Ort war die eine, in einem anderen Ort war die andere Sprache die dominantere.

## Romanisch
Wohl bereits im 2. Jahrhundert nach Christus gewann die Sprache der Römer die Oberhand und assimilierte die älteren Sprachschichten mehr und mehr. Im Hochmittelalter bildeten sich – immer auf der Grundlage des Lateinischen bzw. Romanischen – im romanisch gebliebenen Teil Tirols zwei relevante Sprachschichten heraus. Das Ladinische im Nordosten bzw. das Bündnerromanische im Nordwesten und das Italienische lombardisch-venezianischer Prägung im Süden (d. h. im alten Welschtirol). Dass das Bündnerromanische und das Ladinische einst ein zusammenhängendes Sprachgebiet bildeten, also ein Dialektkontinuum, ist anzunehmen, wobei die Hypothese einer genetischen Einheit Rätoromanisch neuerdings immer weniger Zustimmung erhält (vgl. dazu Rätoromanische Sprachen).
Die bekanntesten romanischen Beispiele sind die altrömischen Prädialnamen, die etymologisch relativ durchsichtig auf einflussreiche altrömische Gentes zurückgehen. Sie finden sich in sonniger Lage im Etschtal (z. Bsp. Eppan, Vöran, Göflan).

## Slawisch
In Teilen des heutigen Osttirol kam ab dem Ende des 6. Jahrhunderts nach Christus das Slawische hinzu, wo es sich bis ins Hochmittelalter neben dem Romanischen und Deutschen halten konnte. Als der westlichste slawische Name auf Tiroler Boden wird traditionell Assling betrachtet.

## Germanisch bzw. Deutsch
Vermutlich schon im 5. Jahrhundert ließen sich im Tiroler Raum erstmals germanische Siedler dauerhaft nieder. Dabei handelte es sich in erster Linie um Bajuwaren (Baiern). Auf jeden Fall war die Sprache der Siedler westgermanisch.
Vom 6. bis 8. Jahrhundert wurde der Süden des westgermanischen Sprachgebiets von lautlichen Veränderungen erfasst. Man spricht ab dann vom Althochdeutschen, hier in dessen lokaler Ausprägung als Altbairisch.
Um ca. 1050 beginnt die mittelhochdeutsche Zeit. Damals entwickelten sich die heutigen Dialekte, die im Tiroler Raum immer noch höchst lebendig sind.